# Rignosot
Rignosot é uma comuna francesa na região administrativa de Borgonha-Franco-Condado, no departamento de Doubs. Estende-se por uma área de 3,85 km². Em 2010 a comuna tinha 119 habitantes (densidade: 30,9 hab./km²).